# Генерал-кригскомиссар флота

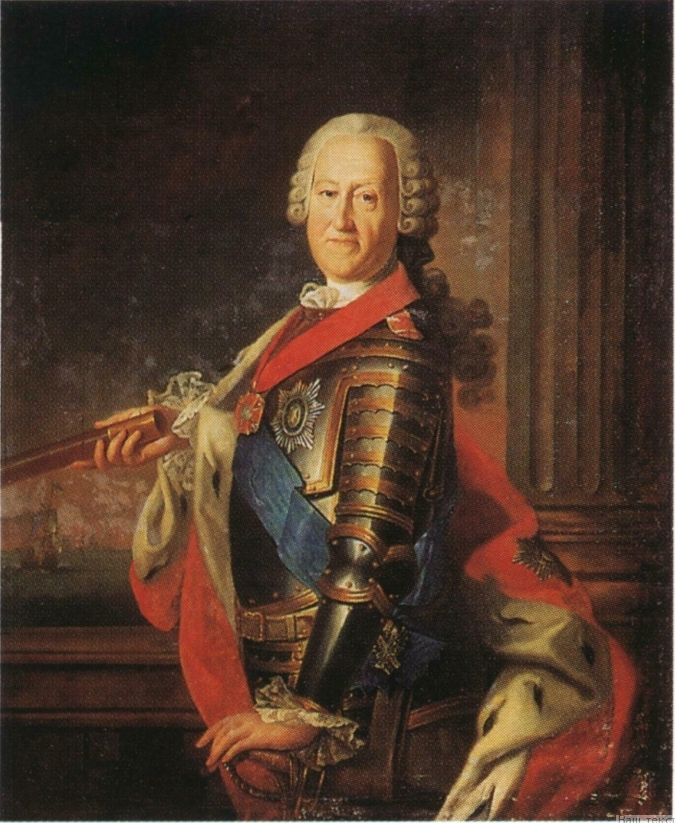
Голицын, М.М. — генерал-кригскомиссар флота в чине генерал-адмиралa

Генерал-кригскомиссар флота (от нем. Generalkriegskommissar) — высший чин должностного лица, отвечавшего за финансовое и материальное обеспечение русского ВМФ в XVIII — начале XIX века. В табели о рангах, учреждённой указом Петра I от 24 января (4 февраля) 1722 года, чин морского генерал-кригскомиссара располагался в 3-м классе совместно с чином вице-адмирала. Упразднён в 1817 году.

## Генерал-кригскомиссары флота
- Головин, Иван Михайлович, адмирал (1725)
- Голицын, Михаил Михайлович, вице-адмирал (1732)
- Ларионов, Василий Иванович, исполнял должность с 1755 по 1757 годы, в должности с 1762 года. Адмирал